# Liste der Olympiasieger im Ringen/Medaillengewinner Greco
Diese Liste ist Teil der Liste der Olympiasieger im Ringen. Sie führt sämtliche Medaillengewinner in Wettbewerben im griechisch-römischen Ringen bei Olympischen Sommerspielen auf. Sie ist nach Gewichtsklassen gegliedert. Angegeben sind auch die Gewichtsgrenzen bei den einzelnen Austragungen.

## Aktuelle Gewichtsklassen

### Bantamgewicht
- bis 58 kg (1924–1928, 2000)
- bis 56 kg (1932–1936)
- bis 57 kg (1948–1996)
- bis 55 kg (2004–2012)
- bis 59 kg (2016)
- bis 60 kg (seit 2020)

| Olympia | Gold                    | Silber              | Bronze                               |
| ------- | ----------------------- | ------------------- | ------------------------------------ |
| 1924    | Eduard Pütsep           | Anselm Ahlfors      | Väinö Ikonen                         |
| 1928    | Kurt Leucht             | Jindřich Maudr      | Giovanni Gozzi                       |
| 1932    | Jakob Brendel           | Marcello Nizzola    | Louis François                       |
| 1936    | Márton Lőrincz          | Egon Svensson       | Jakob Brendel                        |
| 1948    | Kurt Pettersén          | Ali Mahmud Hassan   | Halil Kaya                           |
| 1952    | Imre Hódos              | Zakaria Chihab      | Artjom Terjan                        |
| 1956    | Konstantin Wyrupajew    | Edvin Vesterby      | Francisc Horvath                     |
| 1960    | Oleg Karawajew          | Ion Cernea          | Dinko Petrow                         |
| 1964    | Masamitsu Ichiguchi     | Wladlen Trostjanski | Ion Cernea                           |
| 1968    | János Varga             | Ion Baciu           | Iwan Kotschergin                     |
| 1972    | Rustem Kasakow          | Hans-Jürgen Veil    | Risto Björlin                        |
| 1976    | Pertti Ukkola           | Ivan Frgić          | Farchat Mustafin                     |
| 1980    | Schamil Serikow         | Józef Lipień        | Benni Ljungbeck                      |
| 1984    | Pasquale Passarelli     | Masaki Eto          | Haralambos Holidis                   |
| 1988    | András Sike             | Stojan Balow        | Haralambos Holidis                   |
| 1992    | An Han-bong             | Rıfat Yıldız        | Sheng Zetian                         |
| 1996    | Juri Melnitschenko      | Dennis Hall         | Sheng Zetian                         |
| 2000    | Armen Nasarjan          | Kim In-sub          | Sheng Zetian                         |
| 2004    | István Majoros          | Geidar Mamedalijew  | Artiom Kiourengian                   |
| 2008    | Nasir Mankijew          | Rövşən Bayramov     | Roman Amojan Park Eun-chul           |
| 2012    | Hamid Soryan Reihanpour | Rövşən Bayramov     | Mingijan Semjonow Péter Módos        |
| 2016    | Ismael Borrero          | Shinobu Ōta         | Elmurat Tasmuradov Stig André Berge  |
| 2020    | Luis Orta               | Ken’ichirō Fumita   | Walihan Sailike Sergei Jemelin       |
| 2024    | Ken’ichirō Fumita       | Cao Liguo           | Dscholoman Scharschenbekow Ri Se-ung |

### Leichtgewicht
- bis 66,6 kg (1908)
- bis 67,5 kg (1912–1928)
- bis 66 kg (1932–1936, 2004–2016)
- bis 67 kg (1948–1960, seit 2020)
- bis 70 kg (1964–1968)
- bis 68 kg (1972–1996)
- bis 69 kg (2000)
- bis 67 kg (seit 2004)

| Olympia | Gold                   | Silber               | Bronze                                 |
| ------- | ---------------------- | -------------------- | -------------------------------------- |
| 1906    | Rudolf Watzl           | Karl Karlsen         | Ferenc Holubán                         |
| 1908    | Enrico Porro           | Nikolai Orlow        | Arvid Lindén                           |
| 1912    | Eemeli Väre            | Gustaf Malmström     | Edvin Mattiasson                       |
| 1920    | Eemeli Väre            | Taavi Tamminen       | Frithjof Andersen                      |
| 1924    | Oskar Friman           | Lajos Keresztes      | Kalle Vesterlund                       |
| 1928    | Lajos Keresztes        | Eduard Sperling      | Edvard Vesterlund                      |
| 1932    | Erik Malmberg          | Abraham Kurland      | Eduard Sperling                        |
| 1936    | Lauri Koskela          | Josef Herda          | Voldemar Väli                          |
| 1948    | Gustav Freij           | Aage Eriksen         | Károly Ferencz                         |
| 1952    | Schazam Safin          | Gustav Freij         | Mikuláš Athanasov                      |
| 1956    | Kyösti Lehtonen        | Rıza Doğan           | Gyula Tóth                             |
| 1960    | Awtandil Koridse       | Branislav Martinović | Gustav Freij                           |
| 1964    | Kâzım Ayvaz            | Valeriu Bularca      | Dawit Gwanzeladse                      |
| 1968    | Muneji Munemura        | Stevan Horvat        | Petros Galaktopoulos                   |
| 1972    | Schamil Chissamutdinow | Stojan Apostolow     | Gian-Matteo Ranzi                      |
| 1976    | Suren Nalbandjan       | Ștefan Rusu          | Heinz-Helmut Wehling                   |
| 1980    | Ștefan Rusu            | Andrzej Supron       | Lars-Erik Skiöld                       |
| 1984    | Vlado Lisjak           | Tapio Sipilä         | James Martinez                         |
| 1988    | Lewon Dschulfalakjan   | Kim Sung-moon        | Tapio Sipilä                           |
| 1992    | Attila Repka           | Islam Dugutschijew   | Rodney Smith                           |
| 1996    | Ryszard Wolny          | Ghani Yalouz         | Alexander Tretjakow                    |
| 2000    | Filiberto Ascuy        | Katsuhiko Nagata     | Alexei Gluschkow                       |
| 2004    | Fərid Mansurov         | Şeref Eroğlu         | Mkchitar Manukjan                      |
| 2008    | Steeve Guénot          | Kanatbek Begalijew   | Armen Wardanjan Michail Sjamjonau      |
| 2012    | Kim Hyeon-woo          | Tamás Lőrincz        | Manuchar Zchadaia Steeve Guénot        |
| 2016    | Davor Štefanek         | Mihran Harutjunjan   | Schmagi Bolkwadse Rəsul Çunayev        |
| 2020    | Mohammadreza Geraei    | Parwis Nassibow      | Frank Stäbler Mohamed Ibrahim El-Sayed |
| 2024    | Saeid Esmaeili         | Parwis Nassibow      | Hasrat Jafarov Luis Orta               |

### Weltergewicht
- bis 72 kg (1932–1936)
- bis 73 kg (1948–1960)
- bis 78 kg (1964–1968)
- bis 74 kg (1972–1996, 2004–2012)
- bis 76 kg (2000)
- bis 75 kg (2016)
- bis 77 kg (seit 2020)

| Olympia | Gold                    | Silber               | Bronze                             |
| ------- | ----------------------- | -------------------- | ---------------------------------- |
| 1932    | Ivar Johansson          | Väinö Kajander       | Ercole Gallegati                   |
| 1936    | Rudolf Svedberg         | Fritz Schäfer        | Eino Virtanen                      |
| 1948    | Gösta Andersson         | Miklós Szilvási      | Henrik Hansen                      |
| 1952    | Miklós Szilvási         | Gösta Andersson      | Khalil Taha                        |
| 1956    | Mithat Bayrak           | Wladimir Manejew     | Per Berlin                         |
| 1960    | Mithat Bayrak           | Günther Maritschnigg | René Schiermeyer                   |
| 1964    | Anatoli Kolessow        | Kiril Petkow         | Bertil Nyström                     |
| 1968    | Rudolf Vesper           | Daniel Robin         | Károly Bajkó                       |
| 1972    | Vítězslav Mácha         | Petros Galaktopoulos | Jan Karlsson                       |
| 1976    | Anatoli Bykow           | Vítězslav Mácha      | Karl-Heinz Helbing                 |
| 1980    | Ferenc Kocsis           | Anatoli Bykow        | Mikko Huhtala                      |
| 1984    | Jouko Salomäki          | Roger Tallroth       | Ștefan Rusu                        |
| 1988    | Kim Young-nam           | Däulet Turlychanow   | Józef Tracz                        |
| 1992    | Mnazakan Iskandarjan    | Józef Tracz          | Torbjörn Kornbakk                  |
| 1996    | Filiberto Ascuy         | Marko Asell          | Józef Tracz                        |
| 2000    | Murat Kardanow          | Matt Lindland        | Marko Yli-Hannuksela               |
| 2004    | Aleksandr Doxturishvili | Marko Yli-Hannuksela | Warteres Samurgaschew              |
| 2008    | Manuchar Kwirkwelia     | Chang Yongxiang      | Christophe Guénot Jawor Janakiew   |
| 2012    | Roman Wlassow           | Arsen Dschulfalakjan | Emin Əhmədov Aleksandr Kazakevič   |
| 2016    | Roman Wlassow           | Mark Madsen          | Kim Hyeon-woo Saeid Mourad Abdvali |
| 2020    | Tamás Lőrincz           | Akdschol Machmudow   | Shōhei Yabiku Rafiq Hüseynov       |
| 2024    | Nao Kusaka              | Demeu Schadyrajew    | Malchas Amojan Akdschol Machmudow  |

### Mittelgewicht
- bis 73 kg (1908)
- bis 75 kg (1912–1928)
- bis 79 kg (1932–1960)
- bis 87 kg (1964–1968, seit 2020)
- bis 82 kg (1972–1996)
- bis 85 kg (2000, 2016)
- bis 84 kg (2004–2012)
- bis 87 kg (seit 2012)

| Olympia | Gold                 | Silber                 | Bronze                               |
| ------- | -------------------- | ---------------------- | ------------------------------------ |
| 1906    | Verner Weckman       | Rudolf Lindmayer       | Robert Behrens                       |
| 1908    | Frithiof Mårtensson  | Mauritz Andersson      | Anders Andersen                      |
| 1912    | Claes Johanson       | Martin Klein           | Alfred Asikainen                     |
| 1920    | Carl Westergren      | Arthur Lindfors        | Matti Perttilä                       |
| 1924    | Edvard Vesterlund    | Arthur Lindfors        | Roman Steinberg                      |
| 1928    | Väinö Kokkinen       | László Papp            | Albert Kusnets                       |
| 1932    | Väinö Kokkinen       | Jean Földeák           | Axel Cadier                          |
| 1936    | Ivar Johansson       | Ludwig Schweickert     | József Palotás                       |
| 1948    | Axel Grönberg        | Muhlis Tayfur          | Ercole Gallegati                     |
| 1952    | Axel Grönberg        | Kalervo Rauhala        | Nikolai Below                        |
| 1956    | Giwi Kartosia        | Dimitar Dobrew         | Rune Jansson                         |
| 1960    | Dimitar Dobrew       | Lothar Metz            | Ion Țăranu                           |
| 1964    | Branislav Simić      | Jiří Kormaník          | Lothar Metz                          |
| 1968    | Lothar Metz          | Walentin Olenik        | Branislav Simić                      |
| 1972    | Csaba Hegedűs        | Anatoli Nasarenko      | Milan Nenadić                        |
| 1976    | Momir Petković       | Wladimir Tscheboksarow | Iwan Kolew                           |
| 1980    | Gennadi Korban       | Jan Dolgowicz          | Pawel Pawlow                         |
| 1984    | Ion Draica           | Dimitrios Thanopoulos  | Sören Claesson                       |
| 1988    | Michail Mamiaschwili | Tibor Komáromi         | Kim Sang-kyu                         |
| 1992    | Péter Farkas         | Piotr Stępień          | Däulet Turlychanow                   |
| 1996    | Hamza Yerlikaya      | Thomas Zander          | Waleryj Zilent                       |
| 2000    | Hamza Yerlikaya      | Sándor Bárdosi         | Muchran Wachtangadse                 |
| 2004    | Alexei Mischin       | Ara Abrahamian         | Wjatschaslau Makaranka               |
| 2008    | Andrea Minguzzi      | Zoltán Fodor           | Nazmi Avluca                         |
| 2012    | Alan Chugajew        | Karam Ibrahim          | Danijal Gadschijew Damian Janikowski |
| 2016    | Dawit Tschakwetadse  | Schan Belenjuk         | Dschawid Gamsatow Denis Kudla        |
| 2020    | Schan Belenjuk       | Viktor Lőrincz         | Denis Kudla Surab Datunaschwili      |
| 2024    | Semen Nowikow        | Alireza Mohmadi        | Schan Belenjuk Turpal Bisultanov     |

### Schwergewicht
- über 93 kg (1908)
- über 82,5 kg (1912–1928)
- über 87 kg (1932–1960)
- über 97 kg (1964–1968)
- bis 100 kg (1972–1996)
- bis 97 kg (2000, seit 2020)
- bis 96 kg (2004–2012)
- bis 98 kg (2016–2020)
- bis 97 kg (seit 2024)

| Olympia | Gold                 | Silber              | Bronze                                |
| ------- | -------------------- | ------------------- | ------------------------------------- |
| 1906    | Søren Marinus Jensen | Henri Baur          | Marcel Dubois (Ringer)                |
| 1908    | Richárd Weisz        | Alexander Petrow    | Søren Marinus Jensen                  |
| 1912    | Yrjö Saarela         | Johan Olin          | Søren Marinus Jensen                  |
| 1920    | Adolf Lindfors       | Poul Hansen         | Martti Nieminen                       |
| 1924    | Henri Deglane        | Edil Rosenqvist     | Raymund Badó                          |
| 1928    | Rudolf Svensson      | Hjalmar Nyström     | Georg Gehring                         |
| 1932    | Carl Westergren      | Josef Urban         | Nikolaus Hirschl                      |
| 1936    | Kristjan Palusalu    | John Nyman          | Kurt Hornfischer                      |
| 1948    | Ahmet Kireççi        | Tor Nilsson         | Guido Fantoni                         |
| 1952    | Johannes Kotkas      | Josef Růžička       | Tauno Kovanen                         |
| 1956    | Anatoli Parfjonow    | Wilfried Dietrich   | Adelmo Bulgarelli                     |
| 1960    | Iwan Bohdan          | Wilfried Dietrich   | Bohumil Kubát                         |
| 1964    | István Kozma         | Anatoli Roschtschin | Wilfried Dietrich                     |
| 1968    | István Kozma         | Anatoli Roschtschin | Petr Kment                            |
| 1972    | Nicolae Martinescu   | Nikolai Jakowenko   | Ferenc Kiss                           |
| 1976    | Nikolai Balboschin   | Kamen Goranow       | Andrzej Skrzydlewski                  |
| 1980    | Georgi Rajkow        | Roman Bierła        | Vasile Andrei                         |
| 1984    | Vasile Andrei        | Greg Gibson         | Josef Tertelj                         |
| 1988    | Andrzej Wroński      | Gerhard Himmel      | Dennis Koslowski                      |
| 1992    | Héctor Milián        | Dennis Koslowski    | Sjarhej Dsjamjaschkewitsch            |
| 1996    | Andrzej Wroński      | Sjarhej Lischtwan   | Mikael Ljungberg                      |
| 2000    | Mikael Ljungberg     | Dawid Saldadse      | Garrett Lowney                        |
| 2004    | Karam Ibrahim        | Ramas Nosadse       | Mehmet Özal                           |
| 2008    | Aslanbek Chuschtow   | Mirko Englich       | Marek Švec Adam Wheeler               |
| 2012    | Ghasem Rezaei        | Rustam Totrow       | Artur Aleksanjan Jimmy Lidberg        |
| 2016    | Artur Aleksanjan     | Yasmany Lugo        | Cenk İldem Ghasem Rezaei              |
| 2020    | Mussa Jewlojew       | Artur Aleksanjan    | Tadeusz Michalik Mohammad Hadi Saravi |
| 2024    | Mohammad Hadi Saravi | Artur Aleksanjan    | Üsür Dschussupbekow Gabriel Rosillo   |

### Superschwergewicht
- über 100 kg (1972–1984)
- bis 130 kg (1988–2000, seit 2016)
- bis 120 kg (2004–2012)
- bis 130 kg (seit 2016)

| Olympia | Gold                    | Silber              | Bronze                              |
| ------- | ----------------------- | ------------------- | ----------------------------------- |
| 1972    | Anatoli Roschtschin     | Alexandar Tomow     | Victor Dolipschi                    |
| 1976    | Oleksandr Koltschynskyj | Alexandar Tomow     | Roman Codreanu                      |
| 1980    | Oleksandr Koltschynskyj | Alexandar Tomow     | Hassan Ali Bechara                  |
| 1984    | Jeffrey Blatnick        | Refik Memišević     | Victor Dolipschi                    |
| 1988    | Alexander Karelin       | Rangel Gerowski     | Tomas Johansson                     |
| 1992    | Alexander Karelin       | Tomas Johansson     | Ioan Grigoraș                       |
| 1996    | Alexander Karelin       | Matt Ghaffari       | Sergei Mureiko                      |
| 2000    | Rulon Gardner           | Alexander Karelin   | Dsmitryj Dsjabelka                  |
| 2004    | Chassan Barojew         | Georgi Tsurtsumia   | Rulon Gardner                       |
| 2008    | Mijaín López            | Mindaugas Mizgaitis | Yannick Szczepaniak Juri Patrikejew |
| 2012    | Mijaín López            | Heiki Nabi          | Rıza Kayaalp Johan Eurén            |
| 2016    | Mijaín López            | Rıza Kayaalp        | Sabah Shariati Sergei Semjonow      |
| 2020    | Mijaín López            | Iakob Kadschaia     | Rıza Kayaalp Sergei Semjonow        |
| 2024    | Mijaín López            | Yasmani Acosta      | Meng Lingzhe Amin Mirzazadeh        |

## Frühere Gewichtsklassen

### Papiergewicht
- bis 48 kg (1972–1996)

| Olympia | Gold                    | Silber               | Bronze         |
| ------- | ----------------------- | -------------------- | -------------- |
| 1972    | Gheorghe Berceanu       | Rahim Aliabadi       | Stefan Angelow |
| 1976    | Alexei Schumakow        | Gheorghe Berceanu    | Stefan Angelow |
| 1980    | Schaqsylyq Üschkempirow | Constantin Alexandru | Ferenc Seres   |
| 1984    | Vincenzo Maenza         | Markus Scherer       | Ikuzo Saito    |
| 1988    | Vincenzo Maenza         | Andrzej Głąb         | Bratan Zenow   |
| 1992    | Oleg Kutscherenko       | Vincenzo Maenza      | Wilber Sánchez |
| 1996    | Sim Gwon-ho             | Aljaksandr Paulau    | Safar Gulijew  |

### Fliegengewicht
- bis 52 kg (1948–1996)
- bis 54 kg (2000)

| Olympia | Gold                | Silber               | Bronze              |
| ------- | ------------------- | -------------------- | ------------------- |
| 1948    | Pietro Lombardi     | Kenan Olcay          | Reino Kangasmäki    |
| 1952    | Boris Gurewitsch    | Ignazio Fabra        | Leo Honkala         |
| 1956    | Nikolai Solowjow    | Ignazio Fabra        | Dursun Ali Eğribaş  |
| 1960    | Dumitru Pârvulescu  | Osman El-Sayed       | Mohammad Paziraei   |
| 1964    | Tsutomu Hanahara    | Angel Keresow        | Dumitru Pârvulescu  |
| 1968    | Petar Kirow         | Wladimir Bakulin     | Miroslav Zeman      |
| 1972    | Petar Kirow         | Koichiro Hirayama    | Giuseppe Bognanni   |
| 1976    | Witali Konstantinow | Nicu Gângă           | Koichiro Hirayama   |
| 1980    | Wachtang Blagidse   | Lajos Rácz           | Mladen Mladenow     |
| 1984    | Atsuji Miyahara     | Daniel Aceves        | Bang Dae-du         |
| 1988    | Jon Rønningen       | Atsuji Miyahara      | Lee Jae-suk         |
| 1992    | Jon Rønningen       | Alfred Ter-Mkrtchyan | Min Kyung-kap       |
| 1996    | Armen Nasarjan      | Brandon Paulson      | Andrij Kalaschnikow |
| 2000    | Sim Gwon-ho         | Lázaro Rivas         | Kang Yong-gyun      |

### Federgewicht
- bis 60 kg (1912–1920, 2004–2012)
- bis 62 kg (1924–1928, 1972–1996)
- bis 61 kg (1932–1960)
- bis 63 kg (1964–1968, 2000)

| Olympia | Gold                  | Silber               | Bronze                                 |
| ------- | --------------------- | -------------------- | -------------------------------------- |
| 1912    | Kaarlo Koskelo        | Georg Gerstacker     | Otto Lasanen                           |
| 1920    | Oskar Friman          | Heikki Kähkönen      | Fritjof Svensson                       |
| 1924    | Kalle Anttila         | Aleksanteri Toivola  | Erik Malmberg                          |
| 1928    | Voldemar Väli         | Erik Malmberg        | Gerolamo Quaglia                       |
| 1932    | Giovanni Gozzi        | Wolfgang Ehrl        | Lauri Koskela                          |
| 1936    | Yaşar Erkan           | Aarne Reini          | Einar Karlsson                         |
| 1948    | Mehmet Oktav          | Olle Anderberg       | Ferenc Tóth                            |
| 1952    | Jakow Punkin          | Imre Polyák          | Abdel Aal Rashid                       |
| 1956    | Rauno Mäkinen         | Imre Polyák          | Roman Dsneladse                        |
| 1960    | Müzahir Sille         | Imre Polyák          | Konstantin Wyrupajew                   |
| 1964    | Imre Polyák           | Roman Rurua          | Branislav Martinović                   |
| 1968    | Roman Rurua           | Hideo Fujimoto       | Simion Popescu                         |
| 1972    | Georgi Markow         | Heinz-Helmut Wehling | Kazimierz Lipień                       |
| 1976    | Kazimierz Lipień      | Nelson Dawidjan      | László Réczi                           |
| 1980    | Stylianos Migiakis    | István Tóth          | Boris Kramarenko                       |
| 1984    | Kim Weon-kee          | Kent-Olle Johansson  | Hugo Dietsche                          |
| 1988    | Kamandar Madschydau   | Schiwko Atanassow    | An Dae-hyun                            |
| 1992    | Akif Pirim            | Sergei Martynow      | Juan Luis Marén                        |
| 1996    | Włodzimierz Zawadzki  | Juan Luis Marén      | Akif Pirim                             |
| 2000    | Warteres Samurgaschew | Juan Luis Marén      | Akaki Tschatschua                      |
| 2004    | Jung Ji-hyun          | Roberto Monzón       | Armen Nasarjan                         |
| 2008    | Islambek Albijew      | Vitali Rəhimov       | Nurbakyt Tengisbajew Ruslan Tümönbajew |
| 2012    | Omid Haji Noroozi     | Rewas Laschchi       | Saur Kuramagomedow Ryūtarō Matsumoto   |

### Halbschwergewicht
- bis 93 kg (1908)
- bis 82,5 kg (1912–1928)
- bis 87 kg (1932–1960)
- bis 97 kg (1964–1968)
- bis 90 kg (1972–1996)

| Olympia | Gold                 | Silber                      | Bronze             |
| ------- | -------------------- | --------------------------- | ------------------ |
| 1908    | Verner Weckman       | Yrjö Saarela                | Carl Jensen        |
| 1912    | nicht vergeben       | Anders Ahlgren Ivar Böhling | Béla Varga         |
| 1920    | Claes Johanson       | Edil Rosenqvist             | Johannes Eriksen   |
| 1924    | Carl Westergren      | Rudolf Svensson             | Onni Pellinen      |
| 1928    | Ibrahim Moustafa     | Adolf Rieger                | Onni Pellinen      |
| 1932    | Rudolf Svensson      | Onni Pellinen               | Mario Gruppioni    |
| 1936    | Axel Cadier          | Edvīns Bietags              | August Neo         |
| 1948    | Karl-Erik Nilsson    | Kelpo Gröndahl              | Ibrahim Orabi      |
| 1952    | Kelpo Gröndahl       | Schalwa Tschikladse         | Karl-Erik Nilsson  |
| 1956    | Walentin Nikolajew   | Petko Sirakow               | Karl-Erik Nilsson  |
| 1960    | Tevfik Kış           | Krali Bimbalow              | Giwi Kartosia      |
| 1964    | Bojan Radew          | Per Svensson                | Heinz Kiehl        |
| 1968    | Bojan Radew          | Nikolai Jakowenko           | Nicolae Martinescu |
| 1972    | Waleri Resanzew      | Josip Čorak                 | Czesław Kwieciński |
| 1976    | Waleri Resanzew      | Stojan Nikolow              | Czesław Kwieciński |
| 1980    | Norbert Növényi      | Igor Kanygin                | Petre Dicu         |
| 1984    | Steve Fraser         | Ilie Matei                  | Frank Andersson    |
| 1988    | Atanas Komtschew     | Harri Koskela               | Wladimir Popow     |
| 1992    | Maik Bullmann        | Hakkı Başar                 | Gogi Koguaschwili  |
| 1996    | Wjatscheslaw Olijnyk | Jacek Fafiński              | Maik Bullmann      |

### Offene Klasse
| Olympia | Gold                 | Silber          | Bronze                 |
| ------- | -------------------- | --------------- | ---------------------- |
| 1896    | Carl Schuhmann       | Georgios Tsitas | Stefanos Christopoulos |
| 1906    | Søren Marinus Jensen | Verner Weckman  | Rudolf Watzl           |

## Hinweise
1. 1 2 3 4  Die Olympischen Zwischenspiele 1906 besitzen keinen offiziellen Status. Die Ergebnisse werden aus diesem Grund in der Liste der erfolgreichsten Teilnehmer und in der Nationenwertung nicht mitberücksichtigt.
2. ↑  Beide Finalteilnehmer wurden auf den zweiten Platz gesetzt, da kein Sieger ermittelt werden konnte.
3. ↑  Bei den Olympischen Spielen 1896 wurden keine Goldmedaillen vergeben. Der Sieger erhielt eine Silber-, der Zweite eine Bronzemedaille, der Dritte ging leer aus. In der Liste wird dennoch das heute übliche Schema angewandt, damit alle Ergebnisse miteinander vergleichbar sind.